# Battaglia di Casei Gerola
La battaglia di Casei Gerola fu un episodio militare avvenuto il 2 ottobre del 1213 che vide l'esercito del comune di Pavia contrapposto a una vasta coalizione formata da contingenti provenienti da Milano, Alessandria, Vercelli, Novara, Alba, Acqui, Tortona e dai Malaspina.

## Antefatti
Con l’ascesa al trono imperiale di Federico II, nell’Italia settentrionale si riaccese lo scontro tra i comuni che parteggiavano Federico, come Pavia e Cremona, e quelli, Milano e Piacenza in primo luogo, schierati con il precedente imperatore, il guelfo Ottone IV di Brunswick. Già il 28 luglio del 1212, mentre Federico II da Pavia si stava muovendo verso la Germania per essere incoronato imperatore, i cavalieri pavesi, pur riportando diverse perdite, sventarono un agguato teso dai milanesi e dei piacentini a Federico mentre questi, di notte, stava attraversando il Lambro presso Lambrinia. Intervennero poi anche gli armati di Cremona, che guidarono il futuro sovrano fino alla loro città, da dove, attraverso Mantova e Verona, Federico poté raggiungere indisturbato la Germania. Il 25 agosto a Verona fu siglato un accordo tra Azzo VI d’Este, i conti di San Bonifacio e i comuni di Brescia, Cremona, Ferrara e Pavia, al quale poi si unirono anche Mantova e Reggio Emilia, a favore di Federico II e contro Milano e Piacenza. Per tutta risposta i milanesi e piacentini si allearono con il comune di Alessandria e con i marchesi Corrado e Guglielmo Malaspina e attaccarono i pavesi in Lomellina e Guglielmo VI marchese di Monferrato, che nel frattempo era sceso in campo in aiuto a Pavia. I pavesi e il marchese contrattaccarono distruggendo Paciliano, dipendenza del monastero di Sant’Ambrogio posta presso Casale Monferrato. Nel mese di giugno, i cremonesi sconfissero presso Castelleone milanesi, piacentini e i loro alleati, ma altre forze milanesi invasero nuovamente il territorio pavese in Lomellina, prendendo Lomello, Mortara e Gambolò. Nel mese di settembre gli alessandrini, i tortonesi, i vercellesi, i novaresi, i Malaspina, insieme a contingenti di Acqui e Alba e a 700 cavalieri milanesi attaccarono nuovamente il distretto pavese, questa volta da sud-ovest, conquistando Sale e Casei Gerola.

## La battaglia
In risposta ai nemici, i pavesi, il giorno di San Michele, mobilitarono i fanti e i cavalieri di cinque porte urbane e uscirono contro gli avversari. Il 2 ottobre l’esercito di Pavia attaccò i nemici presso Casei Gerola, scarse sono le informazioni che abbiamo sullo scontro, sappiamo tuttavia che i pavesi ruppero la formazione avversaria, costringendo i milanesi e i loro alleati alla fuga. Durante la ritirata gli alleati furono tenacemente inseguiti dai cavalieri pavesi per almeno 3 miglia (circa 4,4 Km). Non abbiamo indicazioni sulle perdite subite da entrambi gli schieramenti, che verosimilmente furono ingenti, ma sappiamo che, probabilmente durante la rotta, i pavesi catturarono almeno 200 cavalieri avversari oltre a una grande quantità di armi ed equipaggiamenti per un valore stimato, secondo fonti genovesi, di ben 40 000 lire.